# Diversidad sexual en Mauricio
Las personas lesbianas, gais, bisexuales y transgénero (LGBT) en Mauricio enfrentan desafíos legales que no experimentan los residentes no LGBT. Hasta 2023, la sodomía (sexo anal y oral entre personas del mismo sexo y del sexo opuesto) estaba tipificada como delito en el artículo 250 del Código Penal. En octubre de 2023, mediante un fallo judicial, Mauricio despenalizó totalmente las relaciones homosexuales. Aunque las relaciones entre personas del mismo sexo no están reconocidas en Mauricio, las personas LGBT están ampliamente protegidas contra la discriminación en áreas como el empleo, la provisión de bienes y servicios, etc., lo que lo convierte en uno de los pocos países africanos que cuenta con tales protecciones para las personas LGBT. La Constitución de Mauricio garantiza el derecho de las personas a la vida privada.
Mauricio es uno de los 96 países que han firmado la "Declaración conjunta para poner fin a los actos de violencia relacionados con las violaciones de los derechos humanos basadas en la orientación sexual y la identidad de género" en las Naciones Unidas, condenando la violencia y la discriminación contra las personas LGBT. Además, en los últimos años, ha habido una creciente aceptación de las personas LGBT entre la población de Mauricio, en particular entre la generación más joven, y las encuestas indican que es uno de los países más amigables con LGBT de África. Sin embargo, las actitudes conservadoras hacia las personas LGBT siguen siendo comunes.

## Legalidad de la actividad sexual entre personas del mismo sexo
La sodomía consensual fue despenalizada por el Tribunal Supremo de Mauricio en una decisión del 4 de octubre de 2023, que determinó que la disposición del Código Penal que prohibía la sodomía era inconstitucional. Las relaciones sexuales entre mujeres del mismo sexo nunca fueron ilegales.
Anteriormente, según una traducción no oficial de la Sección 250 del Código Penal de Mauricio de 1838, "Toda persona que sea culpable del delito de sodomía ... estará sujeta a servidumbre penal por un período que no exceda los 5 años".
En 2007, la Comisión de Reforma Legislativa recomendó que se despenalizara la sodomía y que se derogara la Sección 250. El exfiscal general Rama Valayden trató de aprobar un proyecto de ley que habría despenalizado las relaciones sexuales consentidas entre personas del mismo sexo, pero el proyecto de ley no se aprobó. Los enjuiciamientos conforme a la ley son raros. En 2015, sin embargo, una pareja del mismo sexo fue arrestada bajo la sospecha de que practicaban la sodomía, y la ley contribuye a una atmósfera general de homofobia.
En 2017, el Gobierno de Mauricio dijo que no derogaría la Sección 250 y afirmó que abordaría el problema después de una consideración más detallada. En octubre de 2019, Abdool Ridwan Firaas Ah Seek, un activista de derechos LGBT de 29 años, presentó un caso contra la Sección 250 en la Corte Suprema con el apoyo de Collectif Arc-En-Ciel, la ONG LGBT más antigua del país. El demandante está representado por un equipo jurídico compuesto por el Sr. Gavin Glover SC y la Sra. Yanilla Moonshiram, abogados, y la Sra. Komadhi Mardemootoo, abogada. Una primera audiencia tuvo lugar en noviembre de 2019. El director Aschwin Ramenah del Collectif Arc-En-Ciel ha dicho:

La Sección 250 es como la espada de Damocles que pende sobre la vida de los mauricianos LGBT. Ha llegado el momento de derogar esta ley discriminatoria que ataca injustamente a los miembros de nuestra sociedad simplemente por a quién aman. ... La forma en que los adultos llevan sus vidas en relaciones cercanas y consensuadas en la privacidad de sus propios hogares nunca debe ser un tema de injerencia estatal. Las leyes arcaicas como la Sección 250 no tienen cabida en nuestra sociedad moderna y democrática.

En octubre de 2019, otro grupo de jóvenes mauricianos también presentó un recurso de inconstitucionalidad sobre la base de que la Sección 250 "vulnera sus derechos y libertades fundamentales". Estos demandantes están representados por Dentons (Mauritius) LLP y las Cámaras de Derecho franco-mauricianas LCMB et Associés, y cuentan con el apoyo de Young Queer Alliance y Love Honor Cherish Foundation. La primera audiencia tuvo lugar el 21 de noviembre de 2019 y la segunda el 18 de febrero de 2020. Los acusados son el fiscal general Maneesh Gobin, el director del Ministerio Público y el comisionado de policía. El 12 de junio de 2020, se autorizó a los demandantes a solicitar al Tribunal Supremo una reparación constitucional. Los demandados retiraron su objeción a la solicitud de licencia.

## Protecciones contra la discriminación
Los derechos de la comunidad LGBT ha mejorado sustancialmente, en especial desde el año 2008 en el que se aprobaron las leyes de derechos laborales, de relaciones laborales y la ley de igualdad de oportunidades. En el año 2007 el exfiscal general intentó promulgar una ley en la que se despenalizaban las relaciones entre personas del mismo género pero su propuesta no tuvo éxito.

## Donación de sangre
En 2013 el Ministerio de Sanidad de Mauricio autorizó a las personas que habían tenido relaciones sexuales con personas del mismo sexo donar sangre.